# Kazushi Kimura
Kazushi Kimura (Hiroshima, Prefectura d'Hiroshima, Japó, 19 de juliol de 1958) és un exfutbolista japonès.

## Selecció japonesa
Kazushi Kimura va disputar 54 partits amb la selecció japonesa.